# 破壞之王
《破壞之王》是香港演員周星馳於1994年主演的喜劇電影，全劇富有武術動作與搞笑趣味氣氛。述說窮小子何金銀因性格懦弱，備受霸凌，但心中充滿懲奸除惡的熱血，決定透過習武來扭轉現狀，徹底擺脫懦夫的陰影。本片參考漫画家刃森尊的《破壞王》、蚵仔煎的《筋肉人》以及圓谷製作的《超人力霸王》。

## 劇情概要
「榮記冰室」外送員何金銀（阿銀）某日送快餐時邂逅正在「環球精英武術體育中心」學習柔道的阿麗，並對其一見鍾情。在遭遇精英中心柔道部主將黑熊的欺凌與阿麗拒絕的打擊後，阿銀在失意之下來到雜貨店買啤酒，被老闆鬼仔達說中心事，阿銀向鬼仔達坦誠第一次失戀，鬼仔達藉機向他推薦「中國古拳法」。原本不相信的阿銀，見到鬼仔達一掌就打爛桌子（其實是假的），如此功力使阿銀堅信不疑這套拳法。立志要保護阿麗，憤而學習全套功夫。
鬼仔達，自稱「魔鬼筋肉人」，其實本來是個武術家，但在過去一場中日大戰被打斷腿，從此隱退江湖，變成普通的瘸子。後來開雜貨店為生，在招牌上掛著「懦夫救星」四字，另自創「中國古拳法」傳武工作，藉著「人人有功練」的籌款箱，自稱要到中国大陆傳播武術為名，向習武者收費，成為詐騙分子。
阿麗在停車場上被黑熊調戲，戴著加菲猫面具的阿銀見狀相救。黑熊意圖揭開面具，將阿銀打個半死，蒙面阿銀居然成功使出鬼仔達虛構的絕招「無敵風火輪」，將黑熊摔成重傷，消息很快傳開整個中心。阿麗誤以為蒙面加菲貓是练习空手道的断水流大師兄，因此打算以身相許。
阿銀眼睜睜看著心上人阿麗被大師兄奪走，奮而拿刀要脅鬼仔達陪他去精英中心發出挑戰書，正準備離去時，兩人看見大師兄徒手打敗中心裡的格鬥技部門全部社團主將，阿銀反悔要燒掉挑戰書，被大師兄與負責人遇見。大師兄認出鬼王達的真實身份，並羞辱「中國古拳法」，被激怒的鬼仔達遂代替阿銀向大師兄挑戰，並要求一個月時間進行「地獄式死亡特訓」，雙方就此答應，並舉辦一場記者說明會昭告天下。
大師兄調查了「地獄式死亡特訓」，所謂的「地獄式死亡特訓」竟然是吃火鍋、與比基尼辣妹嬉戲、唱KTV，不知其所以然，殊不知原來鬼仔達運用的是心理战，製造假象欺敵，使大師兄未戰先怯，雖然大師兄一直宣稱不畏戰，在擂台賽上第一回合始終不敢輕舉妄動。主播沒甚麼話可以說，第一回合亂念一通金庸武俠小說《倚天屠龙记》，講得精彩萬分，誰知書居然掉了，只好改念《金瓶梅》，十分腥羶色，惹得大師兄差點發飆教訓主播，第一回合後來順利結束。第二回合鬼仔達運用聲東擊西搗亂大師兄，一直亂丟東西，直到東西都沒得丟。大師兄回過神來，要給阿銀最後一擊時，比賽中途進廣告，阿銀逃過一劫。
第三回合阿銀鎖住大師兄，撐到比賽結束，惱羞成怒的大師兄攻擊何金銀，台下的四個門派各掌門看不過去，紛紛挺身圍擊大師兄，但都被轻松击败。阿銀眼見事態嚴重，利用幸運輪向大師兄使出「無敵風火輪」，直到幸運輪高速旋轉至解體為止。最後大師兄的虛張聲勢被阿銀識破後倒地，而阿銀亦因此贏得阿麗的芳心。

## 演員
| 演員   | 角色             | 粵語配音                           | 國語配音     | 簡介 |
| 周星馳 | 何金銀（阿銀）   | 周星馳                             | 石班瑜       | 綽號「外賣仔」，榮記冰室伙記。 必殺技：無敵風火輪。 |
| 鍾麗緹 | 阿麗             | 陸惠玲                             | 林芳雪       | 綽號「環球之花」 |
| 吳孟達 | 鬼仔達（鬼王達） | 吳孟達                             | 胡立成       | 綽號「魔鬼筋肉人」、「鬼王達」，中國古拳法傳人。 1974年，在東南亞打自由搏擊，奪得冠軍。 1980年，打贏了日本重砲手雷龍。 接著連續3年打敗所有日本空手道高手，贏得全日本自由搏擊冠軍。自此，中國古拳法被稱為空手道剋星。 1988年，中日大賽被斷水流的師傅打斷腿，從此退出江湖，銷聲匿跡。 |
| 林國斌 | 大师兄           | 古明華                             | 屈中恆       | 断水流空手道高手，人稱「人間兇器」 |
| 鄭祖   | 黑熊             | 高翰文                             | 楊少文       | 柔道部主將，連續三屆榮獲精英中心傑出格鬥員，獨門秘技「排山倒海」 泡妞的時候會戴Armani的眼鏡。 家裡有一張又大又舒服的床。 |
| 秦沛   | 陳主任           | 秦沛                               | 陳明陽       | 環球精英體育中心負責人 |
| 谷德昭 | 阿牛             |                                    |              | 榮記冰室伙計 |
| 古巨基 | 榮記冰室伙記     |                                    |              | |
| 黃一飛 | 榮記冰室老闆     | 周志輝                             | 王彼得       | |
| 黎彼得 | 榮記冰室客人     | 高翰文                             | 姜先誠       | |
| 唐葳娜 | Vivian           |                                    | 杜素真       | 環球精英體育中心柔道部女學員 |
| 李文標 | 劍道部主將       |                                    | 魏伯勤       | 劍道部主將，出劍快如閃電，威力有如開山闢石。 |
| 周比利 | 跆拳道主將       |                                    | 魏伯勤       | 跆拳道主將，雙腳比雙手還靈活，可以在不可思議的角度踢中對方。 |
| 李力持 | 電視台主管       | 周永光                             | 胡大衛       | |
| 黃一山 | 電視台記者       | 黃一山                             | 于正昇       | |
| 梁詠琳 | 電視台主持人     |                                    | 杜素真       | |
| 梁榮忠 | 擂台賽播報員     | 梁榮忠                             | 魏伯勤       | |
| 鄭家生 | 「奔雷手」文泰來 | 高翰文                             | 陳明陽       | 擂台賽裁判 |
| 張學友 | 張學友           | 張學友                             | 屈中恆       | 客串演出 |
| 陳欣健 | 廣告男主角       | 鄭少秋（位元堂養陰丸現場廣告聲帶） | 原音（粵語） | 戲仿鄭少秋早年於《歡樂今宵》之位元堂養陰丸現場廣告 |
| 侯煥玲 | 老嫗             |                                    | 杜素真       | 替兒子購買張學友演唱會門票，得何金銀讓出其隊首位置 |
| 林雪   | 環衛工人         |                                    |              | |

## 電影歌曲

### 主題曲
| 歌名             | 演唱者 | 作曲     | 填詞 |
| 〈你是我心上人〉 | 吳國敬 | 桑田佳祐 | 小美 |

### 插曲
| 歌名          | 演唱者     | 作曲             | 填詞             |
| 〈Funkytown〉 | Lipps Inc. | Steven Greenberg | Steven Greenberg |

## 經典金句
- 幪面加菲貓： 放開個女仔佢。（蒙面加菲貓：放開那個女孩子。）
- 斷水流大師兄：「唔好誤會，我唔係針對你一個，我係話在座咁多位都係垃圾。」（斷水流大師兄：「不要誤會，我不是針對你一個，我是說在座的各位都是垃圾。」）
- 唔單止人人有書讀，仲要人人有功練。（我不只要人人都有書讀，還要人人有功可練。）
- 文泰來：「贏咗咪算囉，仲想攞人命！即係當我奔雷手文泰來流㗎啫？」
- 由於兩人對峙擂臺太久，播報員直播時，只好拿了一本《倚天屠龍記》來唸。後來書掉了，又拿了一本《金瓶梅》繼續唸。
- 粵語版

「金毛獅王，呀唔係，大師兄突然打出一招崆峒派鎮山絕學七傷拳，所謂一練七傷，七者皆傷，呢鑊真攞命呀。张无忌，呀唔係，外賣仔不慌不忙，雙掌渾圓成盾，使出乾坤大挪移，將七傷拳嘅威力化解得無影無蹤...外賣仔連消帶打，大喝一聲，霎時之間，擂台鬼影重重，成個場都係外賣仔嘅身影。大師兄根本冇辦法分得出邊個先至係外賣仔嘅真身。只見大師兄眉頭一皺，計上心頭，左腳𨂽地，大叫一聲「老師公大顯威靈」，原來佢標起童上嚟喎...... 」（書掉了，只好換成《金瓶梅》。）「大師兄嬌喘一聲倒在外賣仔嘅懷裡，喺呢個時候，大師兄眼如微絲，濕潤嘅雙唇，微微張開，口中噴出有如蘭花一樣嘅香氣......對住如斯尤物，佛都會動心啦。外賣仔一手抱腰，另一隻手也不閒著，偷偷的從大師兄衣襟挖入，係佢豐滿既雙峰附近，周圍任意遊覽。而大師兄嘅慾火再也控制不住了，嗰兩粒的，亦由軟嘅棉花糖變為硬嘅橡皮糖啦！」
- 國語版

「金毛獅王，不，大師兄突然打出一招崆峒派鎮山絕學七傷拳，所謂一練七傷，七者皆傷，真要命呀。張無忌，不，何金銀不慌不忙，雙掌運圓成盾，使出乾坤大挪移，將七傷拳威力化解無形。何金銀連消帶打，大呼一聲，剎那間鬼影重重，滿場都是何金銀的身影。大師兄根本就沒有辦法分得出哪一個才是何金銀的真身，只見大師兄眉頭一皺，計上心頭，左腳踏地，大叫一聲：『老師公大顯威靈！』 這時候原來是大師兄他請神了...... 」（書掉了，只好換成《金瓶梅》）「大師兄嬌喘一聲，倒在何金銀的懷裡，在這個時候大師兄眼如媚絲，溫潤的雙唇微微張開，吐出有如蘭花......對著如此美女，佛也會心動，何金銀一手摟著他的小蠻腰，一手攀著窗沿，何金銀樂不思蜀，以為此女對他也心動，他感覺此女的皮膚白若冰雪，軟綿綿的捏在手上好像棉花糖一樣的舒服，這個時候他感覺到......」
- 此電影裏其中一幕講述民眾排隊購買張學友的演唱會門票期間，有人大叫「我愛黎明，我愛黎明！」[3]，及後有網民於2019年在社交網站平台分享一段在演唱會現場拍攝的短片，短片中張學友與觀眾握手期間，突然傳出一名男觀眾的聲音，大叫「學友！我愛黎明，我愛黎明！」，引起傳媒的報導和網民的討論，有評論認為此舉是仿效電影《破壞之王》的情節[4][5]。此外，「我愛黎明」在2010年代開始成為了網絡流行語之一，被用作文章的主題標籤或關鍵字[6]。

## 獎項提名
| 年份 | 頒獎典禮     | 獎項         | 名單   | 結果 |
| ---- | ------------ | ------------ | ------ | ---- |
| 1994 | 第31屆金馬獎 | 最佳動作設計 | 程小東 | 提名 |

## 其他
- 該片是張學友繼1988年的《最佳女婿》和1990年《咖哩辣椒》後，第三次與周星馳同台的電影，不過與前兩部相比，張學友僅僅只是客串演出而已。
- 該片也是演員林國斌重要的代表作之一，其大師兄的角色讓很多人印象十分深。

## 外部連結
- 開眼電影網上《破壞之王》的資料（繁體中文）
- 豆瓣电影上《破壞之王》的資料 （简体中文）
- 时光网上《破壞之王》的資料（简体中文）
- AllMovie上《破壞之王》的资料（英文）
- 爛番茄上《破壞之王》的資料（英文）
- 香港影庫上《破壞之王》的資料（繁體中文）
- 互联网电影数据库（IMDb）上《破壞之王》的资料（英文）